# Hiệp Thiên Đài
Hiệp Thiên Đài là cơ quan chịu trách nhiệm tư pháp, một trong ba cơ quan của đạo Cao Đài, cùng với Bát Quái Đài và Cửu Trùng Đài. Hiệp Thiên Đài có 2 nhiệm vụ: nhiệm vụ Thiêng liêng nơi làm trung gian hội hiệp giữa con người (hữu hình) với Đức Chí Tôn hay Thần, Thánh, Tiên, Phật (vô hình) qua cơ bút, và nhiệm vụ Phàm trần là giữ nhiệm vụ lập pháp và tư pháp trong tôn giáo Cao Đài.